# Grandysowa Czuba
Grandysowa Czuba (1026 m) (także Kudriawyński Wierch) – szczyt w Bieszczadach Zachodnich.
Jest to kulminacja bocznego grzbietu opadającego z najwyższego wierzchołka Bukowego Berda na północny wschód. Północny stok schodzi ku przełęczy (769 m), za którą ciągnie się pasmo Jeleniowatego. Pod szczytem znajduje się kilka polan, z których największa, położona na stoku północno-zachodnim, jest punktem widokowym na okolicę.
Na Grandysową Czubę można dostać się jedynie nieznakowanymi ścieżkami np. z Mucznego, gdyż nie przebiegają tędy szlaki turystyczne.